# ۳-متوکسی-۴-اتوکسی‌فنتیل‌آمین
۳-متوکسی-۴-اتوکسی‌فنتیل‌آمین (به انگلیسی: 3-Methoxy-4-ethoxyphenethylamine) با فرمول شیمیایی C۱۱H۱۷NO۲ یک ترکیب شیمیایی با شناسه پاب‌کم ۱۴۲۰۷۶ است. که جرم مولی آن ۱۹۵٫۲۵۸ g/mol می‌باشد. 